# Hippocampus spinosissimus
Морски коњић јеж (Hippocampus spinosissimus) је зракоперка из реда Syngnathiformes и породице морских коњића и морских шила (Syngnathidae).

## Распрострањење
Ареал врсте покрива средњи број држава. Врста има станиште у Тајланду, Индонезији, Филипинима, Кини, Вијетнаму, Аустралији, Малезији, Сингапуру и Шри Ланци.

## Станиште
Станишта врсте су морски екосистеми.

## Угроженост
Ова врста се сматра рањивом у погледу угрожености врсте од изумирања.